# آلفرد نلسون
آلفرد نلسون (انگلیسی: Alfred Nelson؛ زادهٔ ۱۸ اوت ۱۹۹۲) بازیکن فوتبال اهل غنا است.
وی همچنین در تیم ملی فوتبال غنا بازی کرده است.